# Quận Nam, Đài Nam

Vị trí tại Đài Nam

Quận Nam (tiếng Trung: 南區; bính âm: Nán Qū, Hán Việt: Nam khu) là một khu (quận) của thành phố Đài Nam, Trung Hoa Dân Quốc (Đài Loan). Cảng An Bình và sân bay Đài Nam nằm trên địa bàn của quận.Quận Nam có diện tích 28,0383 km², dân số vào tháng 8 năm 2011 là 126.209 người thuộc 43.701 hộ gia đình, mật độ cư trú là 4501,3 người/km².